# ظرف فيزيولوجي
الظرف الفيزيولوجي أو «الظروف الفيزيولوجية» في أغلب الأحيان مصطلح يستخدم في علم المامي والكيمياء الحيوية والطب. وتشير الظروف الفيزيولوجية إلى الظروف الخارجية أو ظروف الوسط الداخلي التي قد تحدث في الطبيعة للكائنات الحية أو أنظمة الخلايا، على خلاف ظروف المختبر الصناعية. ومن الأمثلة على الظروف الفيزيولوجية لمعظم الكائنات الحية على كوكب الأرض: درجة الحرارة وتراوحها بين 20-40 درجة سيليزية، والضغط الجوي الذي يعادل 1 بار، ودرجة حموضة تتراوح بين 6-8، وتركيز جلوكوز بين 1 إلى 20 ميكرومولي، وتركيز الأكسجين في الغلاف الجوي، والجاذبية الأرضية.